# George Wilhelm Baum
George Wilhelm Baum (ur. ?, zm. ?) – gdański kupiec i belgijski urzędnik konsularny.
Właściciel firmy handlowej zbożem George Baum z kantorem przy Lastadien 39, ob. ul. Lastadia (1867), i Lastadien 39b, (1870). Pełnił też obowiązki konsula Belgii w Gdańsku (1867-1874).